# L'Orphelinat d'Iran
Pour plus de détails, voir Fiche technique et Distribution.
L'Orphelinat d'Iran (en persan : یتیم خانه ی ایران, Yatim khaneye Iran) est un film historique iranien réalisé par Abolqasem Talebi, sorti en 2014.

## Synopsis
Ce film raconte l'histoire de l'Iran entre 1917 et 1922 pendant la Première Guerre mondiale et les années suivantes. Pendant le règne d'Ahmad Shah Qajar, 9 millions d'Iraniens sont morts des suites d'une famine causée en partie par l'occupation militaire britannique. À cette époque, la population iranienne était de 20 millions d'habitants,.

## Fiche technique
- Titre : L'Orphelinat d'Iran
- Titre original : persan : یتیم خانه ی ایران (Yatimkhaneye Iran)
- Scénario et réalisation : Abolqasem Talebi
- Production : Mohamad Reza Takhtkeshian
- Durée : 120 minutes
- Année de production : 2014
- Pays d'origine :  Iran
- Langue : persan
- Genre : historique
- Date de sortie : 2016

## Distribution
- Alirum Nurai : Muhammad Jawad Bonakdar, propriétaire de l'orphelinat
- Farrokh Nemati : le médecin, ami de Mohammad Jawad
- Jafar Dehghan : Abdossattar, un des traîtres au pays
- Bahar Mohammadpour : l'épouse de Mohammad Jawad
- Ali Shademan : Hesam, neveu de Mohammad Jawad
- Melika Sha'aban : A'azam, la fille de Mohammad Jawad et l'amour de Hesam